# Distretto di Kurokawa
Il distretto di Kurokawa (黒川郡, Kurokawa-gun?) è uno dei distretti della prefettura di Miyagi, in Giappone.
Attualmente fanno parte del distretto i comuni di Ōhira, Ōsato, Taiwa e Tomiya.
| Controllo di autorità | VIAF (EN) 255513887 · NDL (EN, JA) 00634671 |